# Паспорт гражданина Абхазии
Абха́зский па́спорт (абх. Атәылауаҩшәкәы) — предназначен для граждан частично признанной международным сообществом Республики Абхазия для использования внутри страны.

## Описание
Абхазский паспорт сине-зелёного цвета, в верхней и нижней частях паспорта в две строки надпись «Абхазия» и «Паспорт» на абхазском и русском языках, в средней части изображение Герба Абхазии.

## История
По закону, принятому в 2006 году, жители Абхазии имеют право на двойное гражданство — абхазское и российское. К 2008 году гражданами РФ являются около 90 % жителей республики. На период введения новых паспортов в 2005—2009 годах паспорта старого советского образца 1974 года в республике остаются в силе. Бланки Абхазского паспорта печатаются в Турции.
2 октября 2009 года между Россией и Абхазией подписано соглашение о безвизовом режиме, которое распространяется не только на заграничные, но и внутренние паспорта.

## Использование
Паспорт используется для идентификации человека как гражданина Абхазии. В нём проставляется прописка, по нему гражданин имеет право принимать участие в выборах, проводимых Правительством Абхазии. За пределами республики абхазские паспорта признаются только в странах, признавших её независимость, в том числе и в России. Его обязан иметь каждый житель республики, достигший 14 лет. Паспорт выдается на 10 лет, по истечении этого срока необходимо приобретать его заново.
С 31 июля 2010 года Паспортно-визовая служба Абхазии приступила к выдаче (синих) абхазских заграничных паспортов.